# Deutsche Vereinigung für Finanzanalyse und Asset Management
Die Deutsche Vereinigung für Finanzanalyse und Asset Management (DVFA) ist der Berufsverband der Kapitalmarktexperten in Deutschland.

## Ziele und Geschichte
Die DVFA sieht sich als unabhängige Stimme im Kapitalmarkt, die sich in ihrem zentralen Anspruch „Verantwortung im Kapitalmarkt“ ausdrückt.
Mitglieder der DVFA sind natürliche Personen. Damit unterscheidet sich die DVFA gegenüber den meisten anderen Verbänden, deren Mitglieder Unternehmen sind.
Die DVFA wurde 1960 als Vereinigung der Finanzanalysten in Deutschland gegründet. 1987 startete die DVFA mit ihrem ersten Angebot zur Investmentausbildung in Zusammenarbeit mit der TU Darmstadt. Heute bietet die DVFA Akademie anerkannte Aus- und Weiterbildungszertifizierungen zu einem breiten Themenspektrum für Investment Professionals. Die DVFA ist mit mehr als 1.400 Mitgliedern der größte Verband im Bereich Finanz- und Investmentanalyse in Deutschland. Die DVFA ist Mitglied der europäischen Dachorganisation EFFAS (European Federation of Financial Analysts Societies) mit mehr als 18.000 Mitgliedern europaweit sowie der ACIIA (Association of Certified International Investment Analysts), einem Netzwerk mit mehr als 60.000 Investment Professionals weltweit.
Die DVFA ist gemäß Lobbyregistergesetz im Lobbyregister der Bundesregierung unter der Nummer R001197 registriert.

## Arbeitsfelder

### Aufgaben des Berufsverbands
Hauptaufgabe der DVFA ist die Stärkung des Deutschen Kapitalmarktes, indem strukturelle Schwächen identifiziert und hierfür Lösungsansätze erarbeitet und veröffentlicht werden. Um dieses Ziel zu erreichen, arbeiten im Verband folgende Kommissionen:
- Unternehmensanalyse
- Nachhaltige Unternehmensführung (ESG)
- Immobilien
- Finanzmarkt

Die Kommissionen unterteilen sich in einzelne Fachausschüsse, die entsprechend den Entwicklungen des Kapitalmarktes folgend kontinuierlich weiterentwickelt und überprüft werden.
Die DVFA setzt sich grundsätzlich für eine schlanke Regulierung ein, die durch marktorientierte Best Practice-Standards ergänzt werden sollen. Entsprechend unterstützt die DVFA Best Practice-Initiativen. Beispiele, bei denen die DVFA federführend ist, sind:
- Standards für Finanzresearch
- Unternehmensbewertung im Rahmen von Unternehmenstransaktionen
- Fairness Opinions

Die DVFA bietet ihren Mitgliedern die exklusive Teilnahme an diversen Veranstaltungen, wie den DVFA Insights, Asset Management- und Immobilien-Foren sowie die vergünstigte Teilnahme an Ausbildungsprogrammen der DVFA Akademie. Darüber hinaus bietet sie ihren Mitgliedern die Möglichkeit zur Mitarbeit in Kommissionen, Fachausschüssen, Arbeitsgruppen oder Best Practice-Initiativen.
Die DVFA e. V. ist in zahlreichen Gremien vertreten, z. B. im Fachbeirat der Bundesanstalt für Finanzdienstleistungsaufsicht und dem Issuer Market Advisory Committee der Deutsche Börse AG.

### Qualifizierungsprogramme
Die DVFA Akademie ist eine hundertprozentige Tochtergesellschaft des DVFA e. V. Ziel der Akademie ist es, die Ausbildung und die kontinuierliche Weiterbildung der Investment Professionals in Deutschland sicherzustellen und so den Finanzplatz Deutschland zu stärken. Die DVFA hat in den Jahren 2019 bis 2022 mehr als 500 ESG-Spezialisten ausgebildet und zertifiziert. Insgesamt wurden seit der Gründung der Akademie 1987 mehr als 120 unterschiedliche Aus- und Weiterbildungsprogramme angeboten und über 6000 Personen zertifiziert.
Der DVFA hat sich an der Entwicklung von internationalen Fachqualifizierungen für Investment Professionals beteiligt. Der Certified International Investment Analyst (CIIA), der Certified Risk Manager (CRM) sowie der Certified Credit Risk Analyst (CCrA) sind anerkannte Branchenstandards.
Darüber hinaus sorgt die kontinuierliche Erweiterung des Qualifizierungsangebots der DVFA-Akademie dafür, dass der Entwicklungsbedarf der Investment Branche umfassend, praxisrelevant und wissenschaftlich fundiert bedient wird.

### Vorstand und Ombudsrat des DVFA e. V.
Der Gesamtvorstand besteht aus dem geschäftsführenden Vorstand und den Fachvorständen. 2022 stehen dem Verband ein dreiköpfiger geschäftsführender Vorstand und sechs Fachvorstände vor.
Der Ombudsrat besteht aus einem Vorsitzenden, seinem Stellvertreter sowie einem Beisitzer und wird auf Vorschlag des geschäftsführenden Vorstands von der Mitgliederversammlung gewählt.
Der Verband hat außerdem einen Beirat, den der geschäftsführende Vorstand zur Förderung der Ziele des DVFA berufen hat. Der Beirat besteht aus acht Persönlichkeiten aus dem Umfeld des Kapitalmarkts und hat beratende Funktion.

## Rezeption
Von der DVFA entwickelte Methoden wurden und werden in der Wirtschaft eingesetzt.
Die Kommission für Finanzanalyse der DVFA entwickelte gemeinsam mit dem Arbeitskreis Externe Unternehmensrechnung der Schmalenbach-Gesellschaft/Deutsche Gesellschaft für Betriebswirtschaft (SG) ein Konzept zur Ermittlung eines bereinigten Jahresergebnisses, das im Jahr 1990 als gemeinsame Empfehlung veröffentlicht wurde. Vor der Etablierung Internationaler Rechnungslegungsstandards wurde das DVFA-Ergebnis für den exakten Vergleich zwischen verschiedenen Aktiengesellschaften bei der Berechnung des Kurs-Gewinn-Verhältnisses zugrunde gelegt. Dazu wurde der Jahresgewinn eines Unternehmens um einmalige bzw. nicht dauerhaft erzielbare Sondereinflüsse korrigiert. 1995 wurde dieses Konzept durch ein gemeinsam mit dem Ausschuss für Bilanzierung des Bundesverbandes deutscher Banken entwickeltes Konzept Schema ergänzt (DVFA-Ergebnis Banken je Aktie).
Die vereinfachte Kapitalflussrechnung nach DVFA/SG wird heute vor allem von Mitarbeitervertretungen und Betriebsräten genutzt.
Für die Ermittlung des Erfüllungsgrades der Corporate Governance wird die von der DVFA erarbeitete CG-Scorecard herangezogen.